# Bakklandet og Lademoens socken
Bakklandet og Lademoens socken (norska: Bakklandet og Lademoen sokn) eller Bakklandet og Lademoens församling (norska: Bakklandet og Lademoen menighet) är en församling i Nidaros domprosteri i Nidaros stift inom Norska kyrkan. Församlingen omfattar ett område kring Bakklandet och Lademoen, i den östliga centrala delen av staden Trondheim, i den mellersta delen av Trondheims kommun i Trøndelag fylke i mellersta Norge.

## Kyrkor
- Bakke kyrka
- Lademoens kyrka
- Rosenborgs kapell